# АНТАРСИЯ
Фронт антикапиталистических левых (АНТАРСИЯ, собственно Антикапиталистическое левое сотрудничество для ниспровержения, греч. Αντικαπιταλιστική Αριστερή Συνεργασία για την Ανατροπή, ΑΝΤ.ΑΡ.ΣΥ.Α.) — коалиция леворадикальных политических организаций Греции. Греческое слово ανταρσία означает «мятеж».
АНТАРСИЯ определяет себя как «Фронт антикапиталистических, революционных, коммунистических левых сил и радикальных экологов». Объединяя маоистские, троцкистские и другие марксистские группировки, АНТАРСИЯ выступает за революционный социализм, что на политическом спектре помещает её левее Коалиции радикальных левых (СИРИЗА).
АНТАРСИЯ была основана в Афинах 22 марта 2009 года 10 организациями и независимыми активистами, участвующими в Радикальном левом фронте (МЕРА) и Объединенном антикапиталистическом левом (ЭНАНТИЯ), за исключением Рабочей революционной партии (ΕΕΚ). Эти организации происходили из различных левых течений, как бывших членов Коммунистической партии Греции и еврокоммунистической КПГ (Внутренней), так и из их радикальных критиков.
АНТАРСИЯ вместе с другими внепарламентскими левыми активно участвует в рабочем движении частного и государственного секторов, в то время как её студенческая молодёжь в университетах входит в Объединённое независимое левое движение (ЭААК). В муниципалитетах страны фронт участвует в различных антикапиталистических муниципальных и региональных движениях, а её члены также активны во многих социальных коллективах городских кварталов.
Представители от АНТАРСИЯ избрались в советы двенадцати регионов страны, а также в несколько местных советов.

## История
АНТАРСИЯ была образована в 2009 году — первоначально как избирательный союз ряда левых организаций, таких как основанные под влиянием идей маоизма и структуралистского марксизма Левое антикапиталистическое объединение (АРАС) и Левая перегруппировка (АПАН), созданное в 1989 году преимущественно бывшими членами комсомола вокруг Костаса Каппоса Новое левое течение (НАП), троцкистская Организация коммунистов-интернационалистов Греции (ОКДЕ), посттроцкистско-клиффианская Социалистическая рабочая партия (СЕК) и т. д..
Организация коммунистов-интернационалистов Греции (греч. Οργάνωση Κομμουνιστών Διεθνιστών Ελλάδας), хотя и участвовала в создании АНТАРСИЯ, однако уже вскоре, 18 мая 2009 года, покинула коалицию, в которой осталась ранее отколовшаяся от ОКДЕ Организация коммунистов-интернационалистов Греции-Спартак (секция Воссоединённого Четвёртого интернационала). В июне 2013 г. из АНТАРСИЯ вышло «Коммунистическое обновление». Организации АРАН и АРАС в августе 2015 года перешли из АНТАРСИЯ в ещё одну левую коалицию — «Народное единство», образованное левым крылом СИРИЗА — для участия в выборах в сентябре того же года. АНТАРСИЯ вела переговоры о совместном с «Народном единством» списке, однако в итоге обе политические силы решили идти на выборы отдельно (ни одна из них, впрочем, не прошла).
На парламентских выборах сентября 2015 года АНТАРСИЯ сотрудничала только с Рабочей революционной партией. 5-6 марта 2016 года состоялась 3-я всегреческая конференция АНАРСИЯ, 22-23 апреля 2018 г. — 4-я, в которой приняли участие 883 делегата .
Текущие организации / компоненты, участвующие в ANT.AR.SY.A. Левый альянс, основанный в 2014 году пенсионерами AR. А. В., Революционное коммунистическое движение Греции, Го, Новое левое течение за освобождение коммунистов (НАФ), Молодежное коммунистическое освобождение (НКА), Альтернативные экологи, Организация коммунистов-интернационалистов Греции — Спартак и рабочие-социалисты Вечеринка .

## Идеология
В своей деятельности АНТАРСИЯ исходит из неотъемлемости классовой борьбы, которая исчезнет только тогда, когда исчезнут социальные классы и государство. Она добивается социального и политического единства рабочего класса и трудящихся слоёв в антикапиталистическом направлении, опирающемся на низовые движения с упором на процессы прямой демократии и массовые собрания. Среди других направлений борьбы АНТАРСИЯ — достижение минимальной заработной платы на уровне 1400 евро, сокращение рабочей недели до 35 часов без снижения заработной платы, демилитаризация полиции и экосоциалистический ответ на экологический кризис. Фронт выступает против сотрудничества с МВФ и участия Греции в Европейском Союзе, поддерживая антикапиталистический выход из последнего с интернационалистических позиций.
Ближайшая программа АНТАРСИЯ включает следующие центральные цели:
1. Отказ от выплаты внешнего долга и его списание.
2. Усиление рабочего движения и формирование низовых народных институтов.
3. Свержение демократически организованным народом любого правительства, голосующего и выполняющего требования кредиторов.
4. Национализация под рабочим/общественным контролем банковской системы, ЖКХ, основных секторов производства и стратегических предприятий.
5. Выход из еврозоны и ЕС в антикапиталистически-социалистическом направлении для страны.
6. Запрет сокращения работников.
7. Полные политические и трудовые права для трудящихся-мигрантов.

## Структура
Согласно решению об организационной структуре 1-й Конференции, высшим органом партии является ежегодная Всегреческая конференция, на которой, среди прочего, дается общая оценка периода, принимаются политические и стратегические решения (а также о возможных изменениях в уставе). Всегреческая конференция также избирает руководящие органы АНТАРСИЯ — Центральный координационный комитет из 21 членов и Всегреческий координационный орган из 101 человек.

## Столкновения с другими партиями
Активисты АНТАРСИЯ, участвующей в греческом антифашистском движении, неоднократно подвергались физическим нападениям политических оппонентов, особенно ультраправых из «Золотой Зари», и вступали с теми в уличные схватки.
25 мая 2014 года АНТАРСИЯ сообщила об избиении четырёх её представителей на выборах на избирательном участке в Кифисии. В день выборов 25 января 2015 года сторонники «Золотой Зари» напали на членов АНТАРСИЯ у избирательного участка в Керацини. В преддверии выборов 20 сентября 2015 года партия также заявляла о нападениях на её участки со стороны «Золотой Зари». Рэпер-антифашист Павлос Фиссас, ставший жертвой резонансного убийства неонацистскими боевиками «Золотой Зари», был сторонником АНТАРСИЯ.
Участников АНТАРСИЯ также уличали в уличных столкновениях с членами других партий. Так, в 2011 году ПАСОК обвинял близких к АНТАРСИЯ и СИРИЗА людей в нападении на тогдашнего министра здравоохранения Андреаса Ловердоса в Айи Анарьири (Аттика). 5 ноября 2014 года во время выборов в профсоюзе педагогов в Салониках, произошло столкновение сторонников и противников АНТАРСИЯ. 7 октября 2020 года во время массового митинга перед Апелляционным судом Афин в связи с решением первой инстанции по делу «Золотой Зари», вспыхнул конфликт между двумя группами левых активистов — членами АНТАРСИЯ и молодёжного крыла СИРИЗА.
В июне 2016 года в Афинском политехническом университете группа антиавторитарных сквоттеров избила члена АНТАРСИЯ, историка Косту Палуки, узнав о его принадлежности к партии.

## Состав
В АНТАРСИЯ участвуют следующие организации и течения:
| Организация | Организация                                                                | Идеология                                           |
| ----------- | -------------------------------------------------------------------------- | --------------------------------------------------- |
|             | Новое левое течение                                                        | Коммунизм, марксизм-ленинизм, экосоциализм          |
|             | Молодёжь коммунистического освобождения                                    | Коммунизм (молодёжка Нового левого течения)         |
|             | Социалистическая рабочая партия                                            | Троцкизм (Международная социалистическая тенденция) |
|             | Революционное коммунистическое движение Греции                             | Марксизм-ленинизм, маоизм                           |
|             | Организация коммунистов-интернационалистов Греции — Спартак                | Троцкизм (Воссоединённый Четвёртый интернационал)   |
|             | Инициатива                                                                 | Троцкизм                                            |
|             | Левая группа                                                               | Коммунизм, маоизм                                   |
|             | Альтернативные экологисты (возрождённая одноимённая организация 1989—1993) | Экосоциализм                                        |